# Asterometridae
Famille
Les Asterometridae sont une famille de comatules.

## Description et caractéristiques
Ces comatules portent jusqu'à trente bras. Le centrodorsal est petit, à cinq faces, en forme de colonne ou subconique. L'apex est légèrement conique à concave, et porte souvent cinq tubercules radiaux. L'étoile aborale est parfois visible. La surface orale du centrodorsal porte des dépressions radiales, qui peuvent former chez les juvéniles des canaux vers l'étoile aborale. Les cirrhes portent plus de cinquante segments, les plus distaux étant équipés d'épines aborales (sauf chez les Simometra). Les basales sont en forme de bâtons, et ne se réunissent pas autour de la cavité centrodorsale. Les pinnules portent des plaques ambulacraires distinctes.

## Liste des genres
Selon World Register of Marine Species (16 février 2021) :
- genre Asterometra AH Clark, 1907 -- 5 espèces
- genre Pterometra AH Clark, 1909 -- 5 espèces
- genre Sinometra Yulin, 1984 -- 1 espèce